# Torbjörn hornklove
Torbjörn hornklove (Þórbjǫrn hornklofi), omkring 855-920, var en av den norske kungen Harald Hårfagers främsta hirdskalder. I högsätet i kungens hall hade han sin plats närmast Audun illskälda, kungens äldste skald. Torbjörn bör dock ha varit åtskilligt yngre än Audun. 

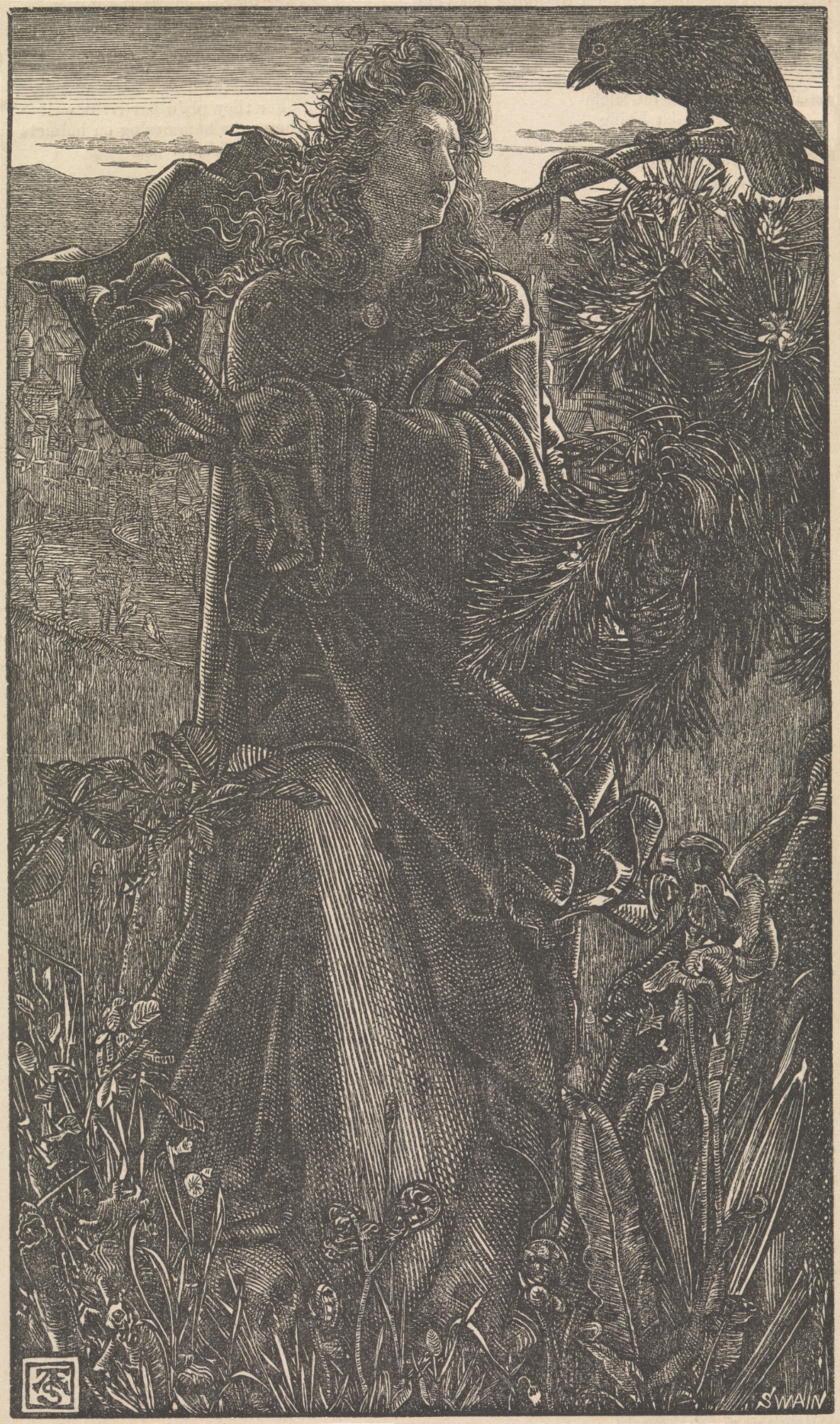
Valkyrian och korpen. Illustration till Hrafnsmál av Frederick Sandys, 1862.

## Levnad
Knappast något är känt om Torbjörns liv. Det antas att han kom från Opplandene i Norge, eftersom han i Skáldsaga Haralds hárfagra sägs ha haft en mäktig frände där, nämligen Hrólfr nefja (som var Gånge-Rolfs morfar). Vidare sägs det att han "ända sedan barndomen hade uppehållit sig vid kungahov". Han bör med andra ord ha tillhört den dåtida norska aristokratin.

## Verk

### Glymdrápa
Ordet glymr kan översättas "stridslarm" och dikten handlar om Haralds många strider innan Norge var erövrat. Hur omfattande drapan har varit är omöjligt att säga. Sju strofer och två helmingar har bevarats i Heimskringla och Fagrskinna, men källorna är oeniga om vilka händelser som beskrivs. Versmåttet är drottkvätt och det är första gången som detta används i en konungsdrápa, det vill säga en dikt som uteslutande handlar om en furste. Stavelseräkningen är också mer rigoröst och systematiskt genomförd än hos Brage den gamle, den förste skald som vi vet använde drottkvätt.

### Hrafnsmál
Dikten saknar eget namn i källorna och har av litteraturvetare omväxlande kommit att kallas Korpens tal (Hrafnsmál) eller Haraldskvädet (Haraldskvæði), eftersom den skildrar konung Haralds hjältedåd sedda ur en asätares perspektiv. Versmåttet är det eddiskt enkla málaháttr. Det är en dialogdikt; en valkyria ser några skränande korpar och undrar nyfiket:
Vad kväder ni korpar?    Var kommer ni från
med blodig brednäbb    vid bräckande dag?
Klimpkött i klorna,    ur krävan likstank:
i natt var ni nära    nyfällda as.
Korpen svarar att den följt kung Harald ända sedan den lämnade ägget. Det är Haralds många hjältedåd som givit korpar föda överallt i Norge.
Samtalet kommer nu osökt in på kung Haralds krig. Korpen ger en målande skildring av slaget i Hafrsfjorden, Haralds största seger, där "bärsärkar bölade bistert till strid" och "ulvpälsar ylade". Drastiskt beskrivs också de besegrades flykt och hur sårade, som inte kunde fly, sökte gömma sig "under roddsäten med ändan i vädret och andan i kölen". Sedan övergår samtalet till att handla om kung Haralds storhet och hur väl han behandlar sina män. I synnerhet ger dikten en intressant inblick i hovlivet och den praktutveckling som tydligen har skett efter det att Harald blivit envåldshärskare. Eftersom kungens giftermål med Ragnhild Eriksdotter också är nämnt har dikten tidfästs till ca 900.
Kvädets ursprungliga omfattning är okänt, och det är inte heller säkert att alla de strofer som nu räknas in i det verkligen hör hit. Fem strofer, som handlar om slaget i Hafrsfjord, tillskrivs i Fagrskinna och Flateyjarbók Tjodolf av Hvin. Det har också gjorts gällande att hela dikten skulle kunna vara en kompilation av olika kväden.
Kanske har diktens ursprungliga namn varit just Hornklofi, ett ord som i Namntulorna nämns som heiti för korp. Det skulle i så fall kunna förklara skaldens tillnamn.

### Lausavísa
I Skáldsaga Haralds hárfagra finns några strofer om ett felslaget kärleksäventyr i Nordmöre. En av dem tillskrivs Torbjörn hornklove. Den händelse som omtalas är emellertid en vandringssägen och strofen är knappast autentisk. (Se även: Ölve hnuva och Audun illskälda.)